# Soluzione solida

Fig. 1 Un diagramma di fase binario che mostra soluzioni solide lungo l'intero intervallo delle concentrazioni relative.

Una soluzione solida è una soluzione allo stato solido di uno o più soluti in un solvente. Tale miscela si considera una soluzione piuttosto che un composto quando la struttura cristallina del solvente rimane immutata dopo l'aggiunta dei soluti, e quando la miscela resta in un'unica fase omogenea. Ciò accade spesso quando i due elementi (generalmente metalli) coinvolti sono vicini insieme sulla tavola periodica; per converso, un composto chimico generalmente è il risultato della non prossimità dei due metalli coinvolti sulla tavola periodica.

## Dettagli
Il soluto può incorporarsi nel reticolo cristallino del solvente sostituzionalmente, sostituendo una particella del solvente nel reticolo, oppure interstizialmente, inserendosi nello spazio tra le particelle del solvente. Entrambi questi tipi di soluzione solida influiscono sulle proprietà del materiale distorcendo il reticolo cristallino e perturbando l'omogeneità fisica ed elettrica del materiale solvente.
Alcune miscele possono formare rapidamente soluzioni solide lungo un intervallo di concentrazioni, mentre altre miscele non ne formeranno affatto. La propensione di due sostanze qualsiasi a formare una soluzione solida è un argomento complesso che coinvolge le proprietà chimiche, cristallografiche e quantistiche delle sostanze in questione. Le soluzioni solide sostituzionali, in accordo con le regole di Hume-Rothery, possono formarsi se il solvente e il soluto hanno:
- raggi atomici simili (15% o meno di differenza)
- stessa struttura cristallina
- elettronegatività simili
- valenza simile.

Il diagramma di fase in Fig. 1 mostra una lega di due metalli che forma una soluzione solida a tutte le concentrazioni relative delle due specie. In questo caso, la fase pura di ciascun elemento ha la stessa struttura, e le proprietà simili dei due elementi consentono una sostituzione non distorta attraverso l'intero intervallo delle concentrazioni relative.
Le soluzioni solide hanno importanti applicazioni commerciali e industriali, poiché queste miscele hanno spesso proprietà superiori ai materiali puri. Molte leghe metalliche sono soluzioni solide. Anche piccole quantità di soluto possono influenzare le proprietà elettriche e fisiche del solvente.

Fig. 2 Questo diagramma di fase binario mostra due soluzioni solide: α e β.

Il diagramma di fase binario in Fig. 2 a destra mostra le fasi di una miscela di due sostanze in concentrazioni variabili, A e B. La regione contrassegnata con "α" è una soluzione solida, con B che agisce come soluto in una matrice di A. All'altra estremità della scala delle concentrazioni, anche la regione contrassegnata con "β" è una soluzione solida, con A che agisce come soluto in una matrice di B. La vasta regione solida in mezzo alle soluzioni solide α e β contrassegnata con "α + β", non è una soluzione solida. Invece, un esame della microstruttura di una miscela in questo intervallo rivelerebbe due fasi – la soluzione solida A-in-B e la soluzione solida B-in-A formerebbero fasi distinte, forse sotto forma di lamelle o di grani.

## Applicazioni
Nel diagramma di fase, in tre differenti concentrazioni, il materiale sarà solido finché non è riscaldato al suo punto di fusione, e poi (dopo aver aggiunto il calore di fusione) diventerà liquido a quella stessa temperatura:
- l'estremo sinistro non legato
- l'estremo destro non legato
- la flessione al centro (la composizione eutettica).

In altre proporzioni, il materiale entrerà in una fase poltigliosa o pastosa finché non sarà riscaldato fino ad essere completamente fuso.
La miscela nel punto di flessione del diagramma è chiamata lega eutettica. Le miscele piombo-stagno formulate in quel punto (miscela 37/63) sono utili per la saldatura di componenti elettronici, particolarmente se fatta manualmente, in quanto la fase solida è inserita rapidamente quando la lega per saldature si raffredda. Al contrario, quando le miscele piombo-stagno si usavano per saldare le giunzioni nelle carrozzerie delle automobili una consistenza pastosa permetteva di creare una forma con una paletta o un utensile di legno, per cui si usava un rapporto piombo-stagno di 70-30. (Oggi si sta eliminando il piombo da tali applicazioni, a causa della sua tossicità e della conseguente difficoltà di riciclare i dispositivi e i componenti che lo contengono.)

## Essoluzione
Quando una soluzione solida diviene instabile — a causa di una temperatura inferiore, per esempio — avviene l'essoluzione e le due fasi si separano in lamelle da microscopiche a megascopiche. La causa principale risiede nella dimensione dei cationi. È improbabile che i cationi che hanno una grande differenza nei raggi si sostituiscano rapidamente.
Si prendano ad esempio i minerali dei feldspati alcalini, i cui membri estremi sono l'albite, NaAlSi3O8, e il microclino, KAlSi3O8. Ad alte temperature Na+ e K+ si sostituiscono rapidamente l'uno con l'altro e così i minerali formeranno una soluzione solida, tuttavia a basse temperature l'albite può sostituire soltanto una piccola quantità di K+ e lo stesso vale per Na+ nel microclino, questo conduce all'essoluzione dove si separeranno in due fasi separate. Nei minerali dei feldspati alcalini, i sottili strati bianchi dell'albite si alterneranno tra quelli tipicamente rosa del microclino.

## Esempi
- Chen, Jing; Xu, Zhi-qin, Chen, Z-Z.; Li, T-F.; Chen, F-Y., Pargasite and ilmenite exsolution texture in clinopyroxene from the Hujialing Garnet-Pyroxenite, Su-lu U.H.P. Terrane, Central China: A geodynamic Implication (PDF), in European Journal of Mineralogy, vol. 17, n. 6, dicembre 2005,  pp. 895-903, DOI:10.1127/0935-1221/2005/0017-0895 (archiviato dall'url originale il 9 maggio 2006).
- Erich U. Petersen, Introduction to Ore Microscopy II; Mineral Paragenesis (PDF), su geologia.fc.ul.pt, 1996. URL consultato il 21 luglio 2012 (archiviato dall'url originale l'11 giugno 2007).